# Liste der Auslandsvertretungen Grenadas

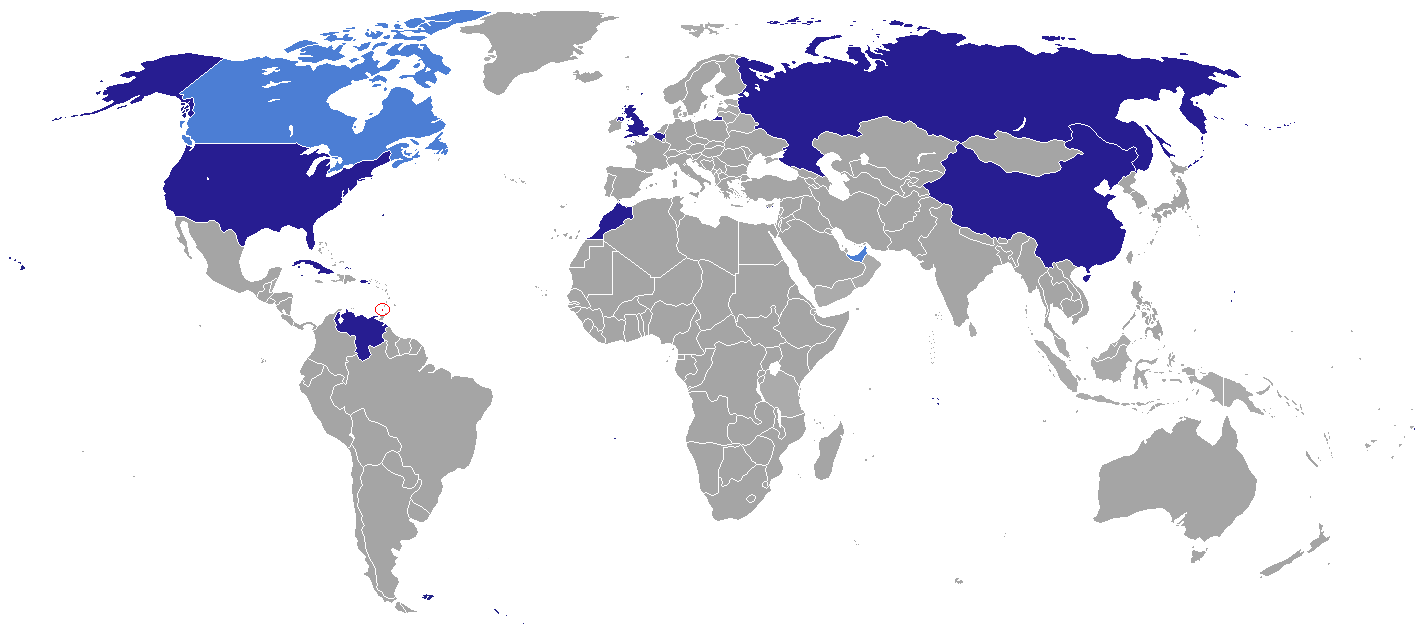
Standorte der diplomatischen Vertretungen Grenadas

Dies ist eine Liste der diplomatischen und konsularischen Vertretungen Grenadas.

## Diplomatische und konsularische Vertretungen

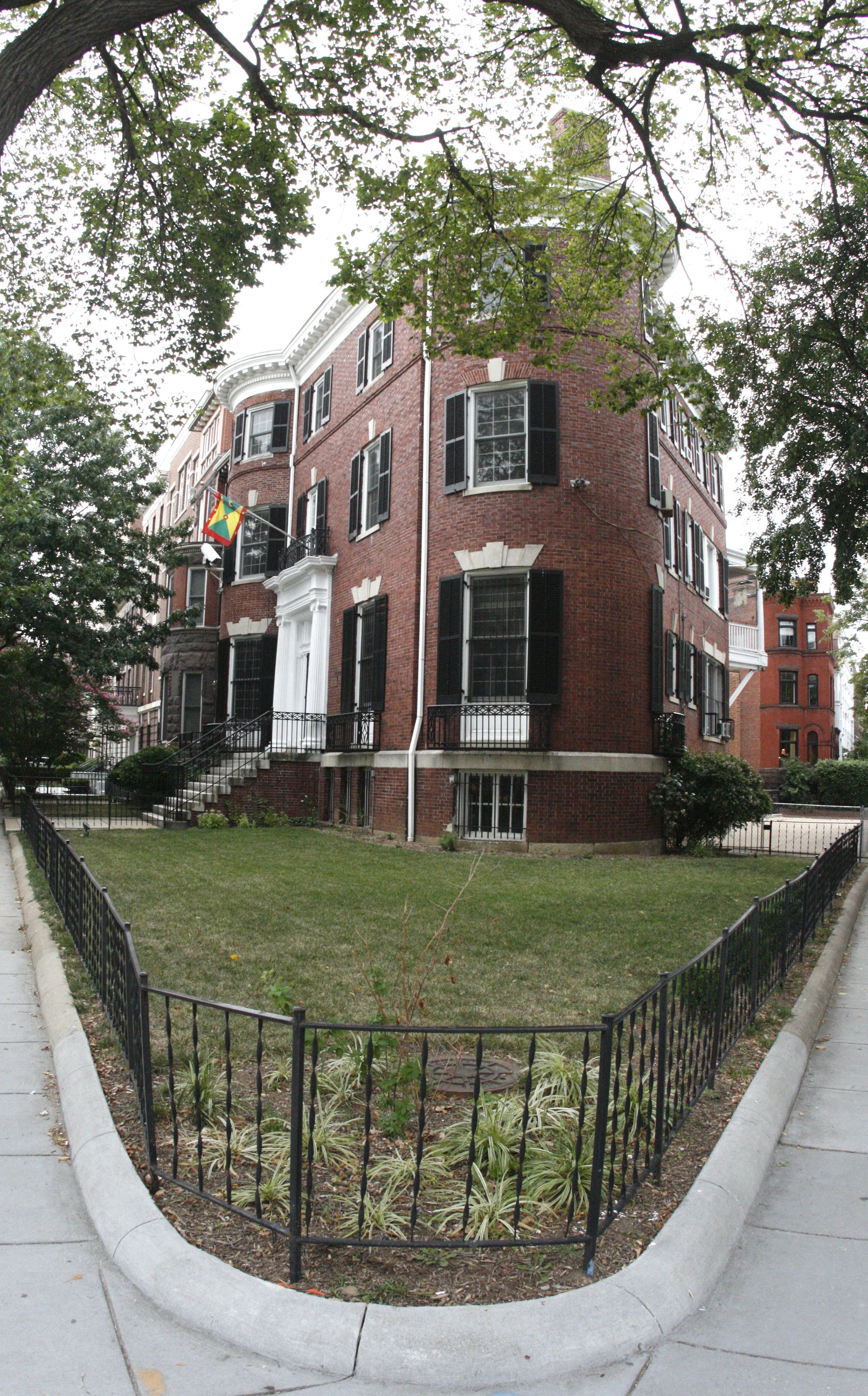
Botschaft Grenadas in Washington, D.C.

### Amerika
- Kanada: Toronto, Generalkonsulat
- Kuba: Havanna, Botschaft
- Venezuela: Caracas, Botschaft
- Vereinigte Staaten: Washington, D.C., Botschaft
- Vereinigte Staaten: Miami, Generalkonsulat
- Vereinigte Staaten: New York, Generalkonsulat

### Asien
- Volksrepublik China: Peking, Botschaft

### Europa
- Belgien: Brüssel, Botschaft
- Vereinigtes Königreich: London, Hohe Kommission

## Vertretungen bei internationalen Organisationen
- Europäische Union: Brüssel, Mission
- Vereinte Nationen: New York, Ständige Mission
- Vereinte Nationen: Genf, Ständige Mission
- OAS: Washington, D.C., Ständige Mission